# Carl Eldon Bond
Carl Eldon Bond (* 11. September 1920 in Culdesac, Idaho; † 12. November 2007 in Corvallis, Oregon) war ein US-amerikanischer Ichthyologe.

## Leben und Werk
Carl Bond war das jüngste von sechs Kindern von James Richard and Anna Era Sewell Bond. Als er zwei Jahre alt war, zog die Familie nach Monmouth in Oregon. Nach dem Angriff der Japaner auf Pearl Harbor arbeitete Bond in Camp Adair als Zivilangestellter der United States Army. Im Juni 1942 heiratete er in Monmouth Lenora D. Jensen, die später eine seiner wichtigsten Mitarbeiterinnen während seiner Forschungstätigkeit wurde. Während des Zweiten Weltkriegs diente Bond für drei Jahre beim Naval Construction Battalion (Seabees) in Sierra Leone, in Honolulu und auf den Midwayinseln. 1947 erlangte Bond seinen Bachelor-Abschluss und 1948 graduierte er zum Master in Fischerei und Wildtier-Biologie am Oregon State College. 1950 trat er der Fakultät des Department of Fish and Game Management (später Fisheries and Wildlife) bei, wo er den Großteil seiner Karriere verblieb. Von 1959 bis 1960 studierte Bond an der University of Michigan, wo er 1963 zum Ph.D. promovierte. Hier war er Mitglied der Phi Beta Kappa. 1985 ging er als Professor emeritus in den Ruhestand. 
Bonds Forschungsschwerpunkt waren die Groppen (Cottidae). Er lehrte und hatte Forschungsprojekte in vielen Ländern, darunter in Indien, Iran, Taiwan, Thailand, Japan, Hong Kong und Chile. Zu seinen Werken zählen das Studentenlehrbuch Biology of Fishes und mehrere Bücher über die Ichthyofauna von Oregon.

## Mitgliedschaften und Ehrungen
Bond war Mitglied der American Fisheries Society, American Society of Ichthyologists and Herpetologists, der Gilbert Ichthyological Society sowie der American Institute of Fishery Research Biologists. 1983 wurde Bond von der Oregon Academy of Science zum „Oregon Scientist of the Year“ gekürt. 1998 erhielt er den American Fisheries Society Award of Excellence und im Jahre 2000 den Distinguished Service Award. Daneben wurde er vom Desert Fishes Council geehrt.

## Werke (Auswahl)
- Determination of fish species and management practices best suited to farm ponds in Oregon, 1958
- Distribution and ecology of freshwater sculpins, genus cottus in Oregon, 1963
- Natural rearing of spring chinook salmon in a central Oregon reservoir: final report, 1963
- Endangered plants and animals of Oregon, 1966
- Trout streams: Conditions that determine their productivity and suggestions for stream and lake management, 1969
- Environmental considerations and the water resources of the Silvies Basin, 1971
- Keys to Oregon freshwater fishes, 1973
- Ichthyology workbook, 1973
- Field guide to common marine & bay fishes of Oregon, 1984
- Biology of Fishes, 1996